# 玉ノ井福司
玉ノ井 福司（たまのい ふくじ、1860年（万延元年）6月9日（旧暦4月20日） - 1900年（明治33年）10月28日）は、下野国那須郡（現：栃木県大田原市）出身の元大相撲力士。本名は玉野井 福治（たまのい ふくじ）。

## 来歴
1860年（万延元年）6月9日（旧暦4月20日）に下野国那須郡（現：栃木県大田原市）で生まれる。入門以前は地元・栃木県の小学校で代用教員や役場の書記を務めていたが、相撲好きが高じて伊勢ノ海部屋に入門したと伝わる。1885年5月場所にて二段目（現在の幕下）から初土俵を踏むと、1889年1月場所で新十両昇進、1893年1月場所で新入幕を果たした。入幕後は勝率が5割に僅かに届かない程度で推移しており、結果的に三役昇進は果たせなかったものの上位陣には善戦することもあり、1899年5月場所では小錦八十吉から金星を挙げている。
1898年5月場所から8代・玉ノ井を二枚鑑札で継承して部屋の経営も担当したが、多忙が祟り、1900年10月28日に巡業先だった愛知県名古屋市で脳充血により急逝した。40歳没。

## エピソード
- 1891年1月場所6日目（1月15日）の泉滝福治戦で、自身の廻しが外れる珍事が発生した。両者は「新弟子としては高齢での初土俵」「部屋を移籍した」「現役中に巡業先で急死」などの多くの共通点が挙げられる。また当時は不浄負けの制度が存在しておらず、直ぐに廻しを締め直し、結果的には取り直しの末に引き分けになったと伝わる[3]。

## 成績
- 現役在位場所数：31場所
- 通算成績：少なくとも83勝85敗32休9分9預が確認できる。
- 十両在位：6場所
- 十両成績：29勝19敗2分2預
- 幕内在位：16場所
- 幕内成績：49勝65敗32休7分7預

### 場所別成績
| 1885年 （明治18年） | x                            | 幕下付出 –                   |
| 1886年 （明治19年） | 西三段目25枚目 –             | 西幕下66枚目 –               |
| 1887年 （明治20年） | 西幕下42枚目 –               | 西幕下21枚目 –               |
| 1888年 （明治21年） | 西幕下19枚目 –               | 東幕下4枚目 2–0 （対十両戦） |
| 1889年 （明治22年） | 東十両6枚目 3–5              | 西幕下2枚目 1–1 （対十両戦） |
| 1890年 （明治23年） | 西幕下3枚目 2–0 （対十両戦） | 東十両7枚目 6–2 1預          |
| 1891年 （明治24年） | 東十両筆頭 4–4 1分           | 東十両2枚目 4–3              |
| 1892年 （明治25年） | 東十両2枚目 6–3 1分          | 東十両2枚目 6–2 1預          |
| 1893年 （明治26年） | 東前頭9枚目 0–7–2 1預        | 東前頭13枚目 5–3–1 1預       |
| 1894年 （明治27年） | 西前頭8枚目 1–8–1            | 東前頭12枚目 6–2–1 1預       |
| 1895年 （明治28年） | 西前頭6枚目 0–0–10           | 西前頭10枚目 0–4–3 1分2預    |
| 1896年 （明治29年） | 東前頭11枚目 3–4–1 2分       | 東前頭11枚目 6–2–1 1分       |
| 1897年 （明治30年） | 西前頭5枚目 2–4–2 2分        | 西前頭6枚目 4–5–1            |
| 1898年 （明治31年） | 西前頭8枚目 4–5–1            | 西前頭9枚目 4–2–3 1預        |
| 1899年 （明治32年） | 西前頭7枚目 3–5–1 1預        | 西前頭6枚目 5–3–2            |
| 1900年 （明治33年） | 西前頭4枚目 3–6–1            | 西前頭9枚目 引退 3–5–1 1分   |
| 各欄の数字は、「勝ち-負け-休場」を示す。 優勝 引退 休場 十両 幕下 三賞：敢=敢闘賞、殊=殊勲賞、技=技能賞 その他：★=金星 番付階級：幕内 - 十両 - 幕下 - 三段目 - 序二段 - 序ノ口 幕内序列：横綱 - 大関 - 関脇 - 小結 - 前頭（「#数字」は各位内の序列） |                              |                              |

- この時代は、幕内力士は千秋楽（10日目）には取組が組まれず、出場しないのが常態であったので、各場所の1休はそれに該当するものであり、実質的には9日間で皆勤である。
- 1887年5月場所までは、番付表の上から二段目は十両と幕下に分けられておらず、十両の地位は存在せず幕内のすぐ下が幕下であった。この当時の幕下は、十両創設後現代までの十両・幕下と区別して二段目とも呼ぶ。
- 二段目11枚目以下、十両創設以降の幕下以下の地位は小島貞二コレクションの番付実物画像による。

## 改名歴
- 高浪 福治（たかなみ ふくじ） - 1885年5月場所 - 1898年1月場所
  - 幕下以下における番付表記は、上の名前が「高なミ」（「な」は変体仮名）となっており、下の名前も「ふく二」・「福二」・「福治」・「ふく治」と色々表記揺れがあったが、十両・幕内では「高浪 福治」表記に統一されている。
- 玉ノ井 福司（たまのい ふくじ） - 1898年5月場所 - 1900年5月場所
  - 1900年5月場所は番付表記「福治」と表記揺れ。